# Tamworth (varken)

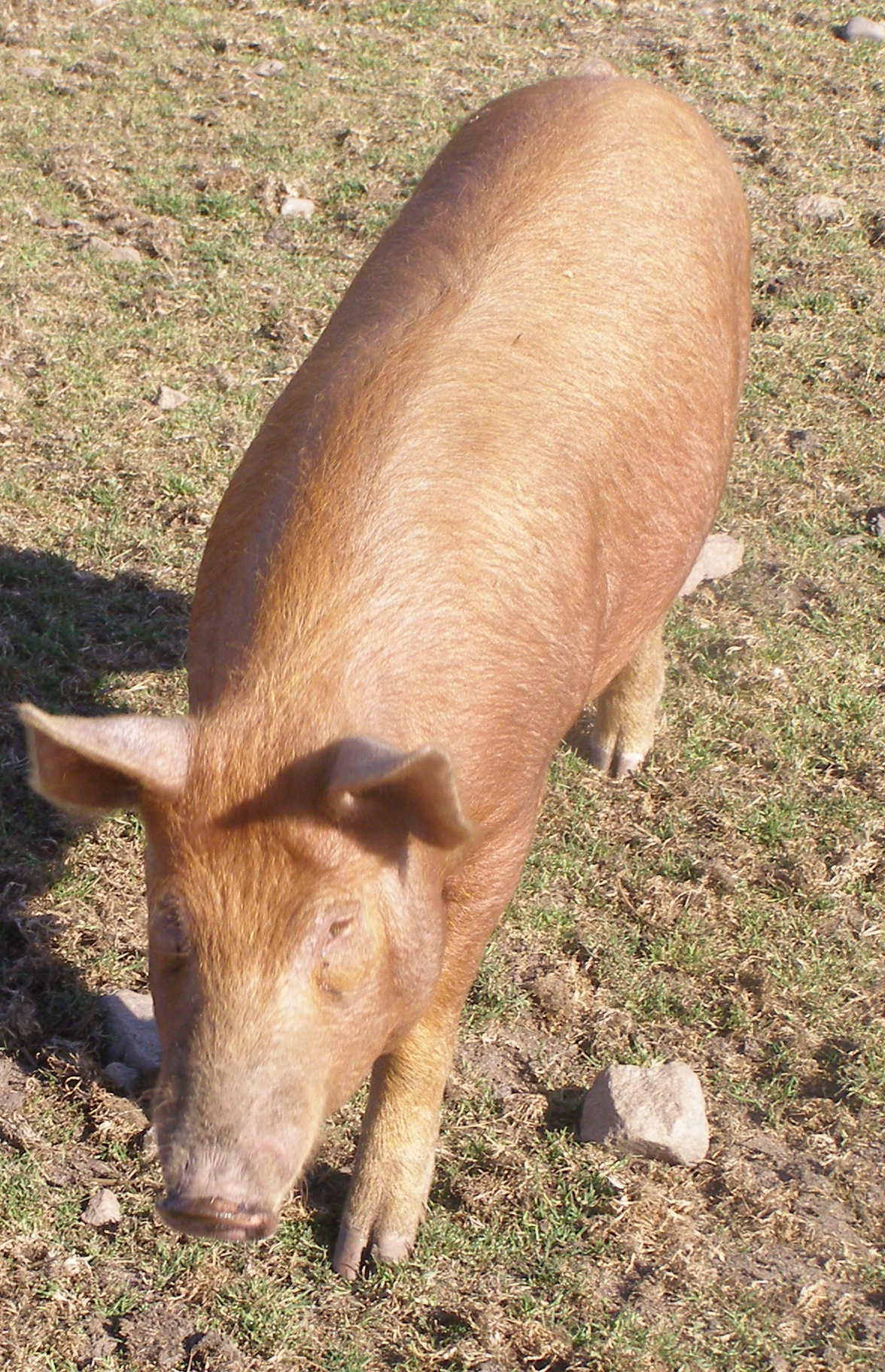
Een Tamworthvarken

De Tamworth is een varkensras dat zijn oorsprong vindt en is vernoemd naar de gelijknamige plaats in het Engelse Staffordshire, met inbreng van Ierse varkens. Het is een van de oudste varkensrassen. Het Tamworthvarken is rossig van kleur en stamt vermoedelijk af van de Europese wilde zwijnen. Omdat het ras minder snel groeit dan modernere rassen is het in de moderne veeteelt steeds meer in onbruik geraakt.
Het ras wordt gekenmerkt door een langwerpige kopvorm en een lang, smal lichaam. De oren zijn rechtopstaand en puntig. De kleur varieert van een bleke gemberkleur tot mahoniebruin. De dichte vacht beschermt de huid tegen UV-straling van de zon.
Tamworths worden beschouwd als een middelgroot ras. Een volwassen beer weegt tussen de 250 en 370 kg en een volwassen zeug circa 200 tot 300 kg. De lengte van een volwassen Tamworth varieert tussen 100 en 140 cm; de hoogte is ongeveer 50-65 cm. De dieren worden gekenmerkt door een lange hals en poten en een smalle rug. 
Het meest opvallende kenmerk van de Tamworth is zijn grote winterhardheid; het ras doet het goed in meer noordelijke gebieden zoals Schotland en Canada. Het dier is niet alleen sterk en robuust, maar is ook uitermate geschikt om in bossen te grazen omdat ze zich ook met varens kunnen voeden. Nesten variëren gewoonlijk van 6-10 biggen.